# Păr
Părul reprezintă totalitatea firelor subțiri, producții de origine epidermică și de natură cornoasă care cresc pe tegumentul mamiferelor și denumite științific foliculi piloși. Ele au rol protector. Firul de păr, ca și unghia, are o compoziție dură de proteine numit cheratină.

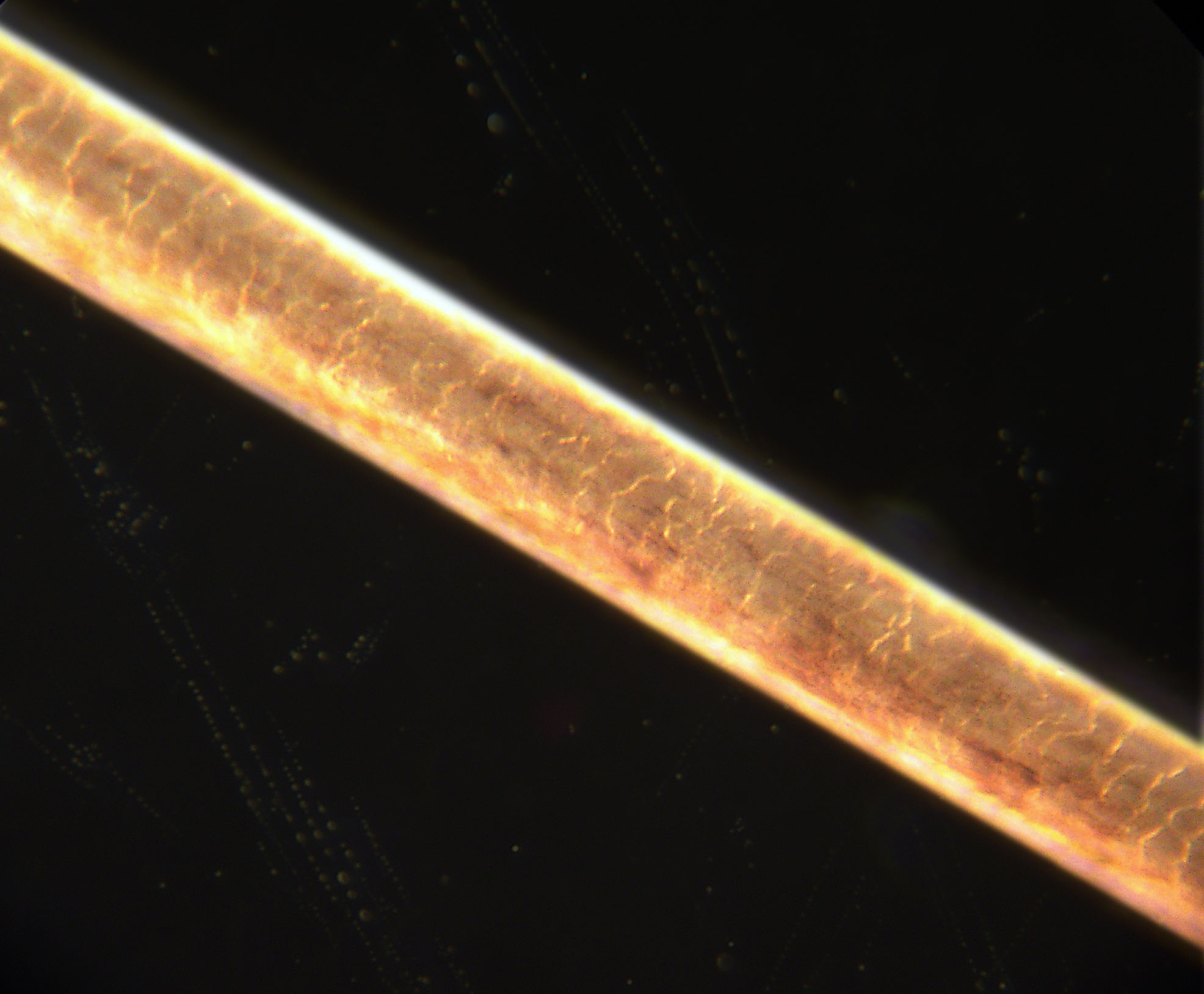
Părul uman, văzut la o scară de 200x

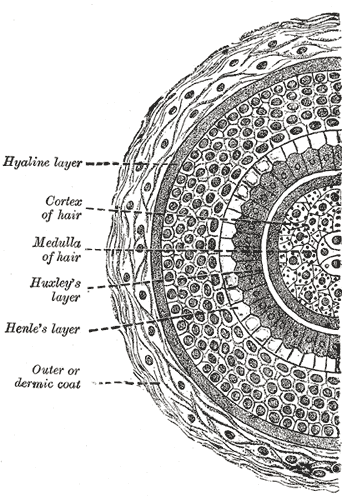
Secţiuniea transversală a unui fir de păr

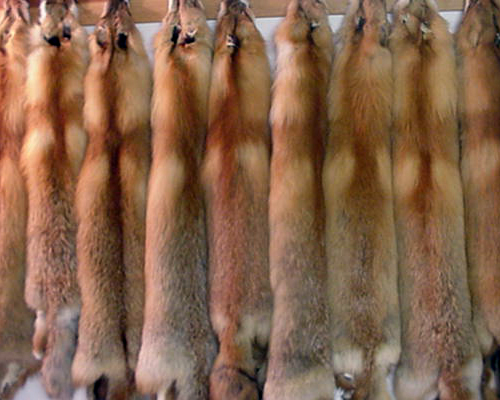
Părul animalelor este cunoscut mai mult ca blană